# لؤي (اسم)
لؤي هو اسم علم مذكر من أصل عربي، ومعناه هو من اللأي وهو الإبطاء.

## شخصيات تحمل الاسم
- لؤي الأتاسي (أول رئيس لسوريا بعد انقلاب البعث، في 8 آذار 1963، 1926 – 24 نوفمبر 2003)
- لؤي العمايرة (لاعب كرة قدم أردني، 30 نوفمبر 1977[3] – )
- لؤي المقداد (سياسي وإعلامي سوري معارض، 20 ديسمبر 1982 – )
- لؤي بن غالب
- لؤي حمزة عباس (كاتب عراقي، 1965 – )
- لؤي شنكو (لاعب كرة قدم سويدي، 29 نوفمبر 1979[4] – )
- لؤي صلاح (لاعب كرة قدم عراقي، 7 فبراير 1982[5] – )
- لؤي طه (لاعب كرة قدم إسرائيلي، 26 نوفمبر 1989[6] – )
- لؤي نصر (مغني سوري، القرن 20 – )
- لؤي وائل (لاعب كرة قدم بلجيكي، 1 يونيو 1992 – )

## وصلات خارجية
- موسوعة السلطان قابوس لأسماء العرب نسخة محفوظة 5 أبريل 2019 على موقع واي باك مشين.